# دوك هايز
دوك هايز (بالإنجليزية: Doc Hayes)‏ هو مدرب كرة سلة أمريكي، ولد في 1906 في كروم في الولايات المتحدة، وتوفي في 1973.